# Lodewijk van Male
Lodewijk van Male (kasteel van Male, bij Brugge, 29 november 1330 – Sint-Omaars, 30 januari 1384), was graaf van Vlaanderen.

## Levensloop
Lodewijk was enig kind en opvolger van Lodewijk I uit het Huis Dampierre en van Margaretha van Frankrijk. Hij was als Lodewijk II, graaf van Vlaanderen, van Nevers en Rethel van 1346 tot zijn dood in 1384.
Na de Slag bij Crécy (26 augustus 1346), waar hij als zestienjarige streed voor Filips VI van Frankrijk en waarin hij ernstige verwondingen opliep, terwijl zijn vader er sneuvelde, verbleef hij tot november 1346 op het kasteel van de hertog van Brabant in Tervuren. De weversgilden, die in de Vlaamse steden de feitelijke macht in handen hadden (Gentse opstand 1337-1349), dwongen hem als 17-jarige ertoe koning Eduard III van Engeland als suzerein te erkennen en zich te verloven met diens dochter Isabella. Dat gebeurde in Sint-Winoksbergen in maart 1347.
Gesteund door de koning van Frankrijk, door paus Clemens VI en door hertog Jan III van Brabant, verbrak Lodewijk zijn verloving en vluchtte in april 1347 naar Frankrijk. Reeds op 1 juli 1347 had in Tervuren zijn verloving plaats met Margaretha, dochter van Jan III van Brabant, met wie hij kort daarna in het huwelijk trad in Vilvoorde.
Zij kregen een dochter:
- Margaretha van Male (1350-1405).

Nadat hij met Eduard III van Engeland tot een vergelijk was gekomen, kon hij in 1348 terugkeren naar Vlaanderen en zijn vader opvolgen. Hij begon aan het gewapenderhand vestigen van zijn gezag. Ondertussen bereikte de Zwarte Dood het graafschap en ontwrichtte de maatschappij. In 1350 kreeg hij meer krediet van de bevolking toen hij openlijk weigerde eer te betonen aan de nieuwe koning van Frankrijk Jan II van Frankrijk. In 1353 gaf hij de wettelijke toestemming (door middel van een octrooi) voor het bouwen van versterkingen voor de stad Kortrijk, waar toendertijd onder meer een  dwangburcht stond, maar die waren er tegen 1382 nog altijd niet.

## Het familiedrama
In 1371, terwijl Lodewijk zich in het graafschap Nevers bevond, beviel een van zijn maîtresses van een tweeling. Zijn vrouw nam blijkbaar wraak door haar de neus te doen afsnijden, waaraan ze overleed. Na erover beraadslaagd te hebben met haar Brabantse familie, verbande hij zijn vrouw naar het kasteel van Château-Regnault, waar ze bleef tot aan haar dood.
Haar dochter zorgde ervoor dat ze, na de dood van Lodewijk, naast hem in Rijsel werd begraven.
Later ontstond de legende, die eeuwenlang werd overgeschreven, dat de gravin in een kerker in het kasteel van Male was ingemetseld en er was gestorven. Men beweerde zelfs dat men de kerker kon bezoeken waar ze in was opgesloten. Het was in 1430 dat een Brugse anonieme kroniekschrijver dit voor het eerst vertelde. In 1531 hernam Anthonis de Roovere dit in zijn Excellente Cronycke. Charles Custis schreef er nog omstandig over in 1765 in zijn Jaerboecken van Brugge. Pas in de twintigste eeuw is deze legende door de werkelijke feiten weerlegd.

## Brabantse Successieoorlog
Na het overlijden van Jan III van Brabant in 1355 en onder het voorwendsel dat zijn schoonvader de Brabantse successie geregeld had zonder zijn goedkeuring, viel Lodewijk zijn zwager hertog Wenceslaus I van Luxemburg (echtgenoot van zijn schoonzuster Johanna van Brabant) aan en versloeg hem in Scheut (17 augustus 1356), in wat de Brabantse Successieoorlog genoemd wordt. Als gevolg van deze overwinning nam hij de steden Mechelen, Antwerpen, Leuven en Brussel in. Bij de Vrede van Aat (3 juni 1357) verwierf hij ook wettelijk de heerlijkheid Mechelen en de stad Antwerpen. Hij eigende zich door de wapenfeiten van 1356 ook de titel van hertog van Brabant toe, doch werd niet erkend in Brabant.

## Uithuwelijken dochter
In 1356 – ze was toen 6 jaar – huwelijkte haar vader Margaretha uit aan de tienjarige achterneef Filips van Rouvres, hertog van Bourgondië en graaf van Artesië en van de Franche-Comté.
Nadat zijn dochter Margaretha in 1361 weduwe was geworden, kwam Lodewijk tot een overeenkomst met koning Eduard III van Engeland, dat zijn dochter zou huwen met diens vijfde zoon, Edmond, graaf van Cambridge. Deze huwelijksplannen wekten echter wantrouwen bij de hertog van Brabant, de graaf van Henegouwen en vooral bij koning Karel V van Frankrijk. Op aandringen van deze laatste uitte paus Urbanus V zijn bezwaren tegen deze verbintenis, wegens bloedverwantschap (in de vierde graad).
In 1369 huwelijkte Lodewijk haar voor de tweede maal uit, en wel aan Filips de Stoute, hertog van Bourgondië, een jongere broer van de nieuwe koning Karel V van Frankrijk. Lodewijk kreeg de beloning die hij gevraagd had: de terugkeer naar Vlaanderen van de kanselarijen Rijsel, Dowaai en Orchies, die in 1312 bij het Verdrag van Pontoise aan Frankrijk waren afgestaan.

## Gentse opstand

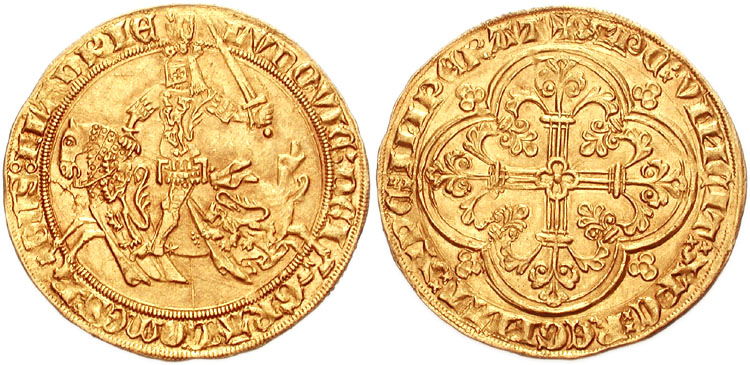
Links: Lodewijk van Male op munt (1360)

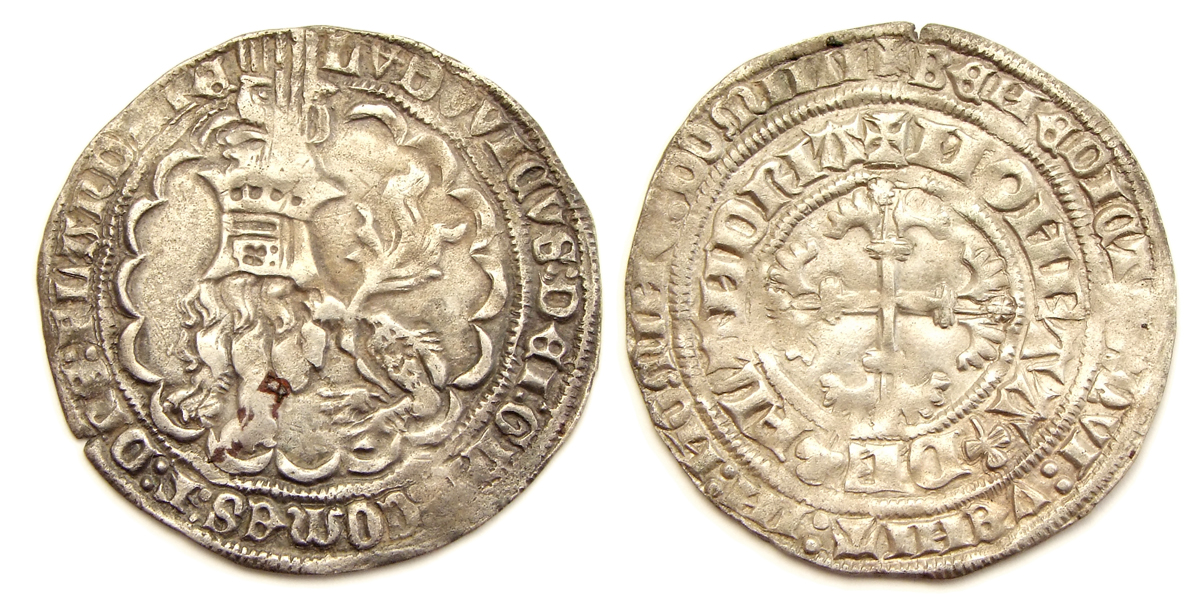
Vlaanderen, dubbele groot of botdrager, geslagen onder Lodewijk van Male

Toen in 1379 de Gentse opstand uitbrak, werd Lodewijk in het defensief gedrongen. Zijn aanhangers in Brugge werden verslagen door Filips van Artevelde, in de Slag op het Beverhoutsveld (3 mei 1382). Hij riep de hulp in van Filips de Stoute en de overige regenten van de jonge Franse koning, Karel VI van Frankrijk en kon aldus de overwinning tijdens de Slag bij Westrozebeke behalen (27 november 1382), waarbij Artevelde sneuvelde. 
Lodewijk werd verwond in Saint-Omer, na een ruzie en steekpartij met Jan van Berry, broer van Filips de Stoute en Karel V. Hij overleed, pas 53 jaar oud, in de abdij van Sint-Bertinus en werd bijgezet in Rijsel.
De rebellie van Gent duurde nog tot 8 december 1385, wanneer de Vrede van Doornik werd gesloten tussen de nieuwe graaf Filips de Stoute en een uitgeputte stad.
In 1382, bij het overlijden van zijn moeder, Margaretha van Frankrijk, dochter van Filips V van Frankrijk, was Lodewijk graaf van Artesië en graaf van Bourgondië. Het graafschap Bourgondië (of Franche-Comté) lag ten oosten van het Franse hertogdom Bourgondië waarmee het niet verward mag worden. Ook deze graafschappen werden door Filips de Stoute geërfd.

## Beleid

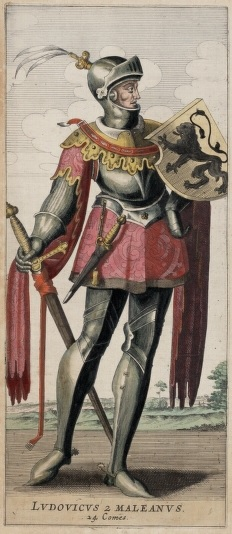
Graaf Lodewijk van Male (afbeelding uit Flandria illustrata, 1641)

Lodewijks beleid kan men als realpolitik typeren. Het doel van zijn binnenlandse politiek was te voorkomen dat een machtige coalitie tegen hem zou tot stand komen. Zijn buitenlandse politiek werd eveneens bepaald door het voordeel dat hij uit bestaande constellaties kon halen. Hij nam geen deel aan de Honderdjarige Oorlog en wist daardoor steeds in de gunst van Engeland te blijven. Als graaf van Vlaanderen omringde hij zich met Vlaamse raadgevers, meestal juristen. In de instellingen die hij oprichtte of moderniseerde, onder meer de Audiëntie, wisten deze raadsheren uiterst behendig en zonder veel tegenstand de steden en de mindere wetten aan het grafelijk gezag te onderwerpen. Op deze wijze legde Lodewijk van Male de basis voor de centraliserende politiek van de Bourgondische hertogen.
Hij was de laatste autonome graaf van Vlaanderen: zijn dochter en erfgename Margaretha van Male bracht door haar huwelijk met Filips de Stoute het graafschap Vlaanderen onder de feitelijke macht van de Bourgondische hertogen.

## Natuurlijke kinderen
Lodewijk van Male was geen toonbeeld van echtelijke trouw. Hij had talrijke buitenechtelijke kinderen. Historici vonden er minstens achttien.
- Lodewijk, genaamd de Haze, trouwde met een dochter van het Huis Landas. Hij sneuvelde op 28 september 1396 in Bulgarije tijdens de Slag bij Nicopolis, aangevoerd (en verloren) door de jonge hertog Jan zonder Vrees.
- Lodewijk van Vlaanderen genaamd de Fries, heer van Woestyne, gehuwd met Maria van Gistel, stichter van het Huis gezegd van Praet, sneuvelde tijdens dezelfde slag.
- Jan van Vlaanderen genaamd Zonder Land, gehuwd met Wilhelmina van Nevele, stichter van het Huis gezegd van Drinkam, sneuvelde op dezelfde dag als zijn twee broers.
- Margaretha van Vlaanderen trouwde met een heer de Wavrin. Bij haar huwelijk ontving ze van Lodewijk van Male een jaarrente van 700 pond parisis.
- Margaretha van Vlaanderen werd abdis van de abdij van Petegem. Ze werd begiftigd met een pensioen van 75 pond.
- Pieter van Vlaanderen, jong gestorven op 3 maart 1376, werd begraven bij de dominicanen in Gent.
- Robrecht van Vlaanderen werd begiftigd met de heerlijkheden Elverdinge en Vlamertinge. Hij trouwde met Anastasia d'Oultre, burggravin van Ieper, waardoor hij zelf burggraaf van Ieper werd. Het huwelijk vond plaats in Ieper op 12 september 1419, in aanwezigheid van de graaf van Charolais, de latere hertog Filips de Goede, die op dat ogenblik nog in de onwetendheid was van het feit dat zijn vader, Jan zonder Vrees, twee dagen eerder was vermoord.
- Victor van Vlaanderen werd door de graaf verwekt bij Margaretha Haelshuuts, de enige moeder van de bastaardkinderen die met naam bekend is. Hij werd heer van Ursel en van Wissegem en trouwde met Johanna van Gaver. Hij was admiraal van de vloot en kapitein van Biervliet. In 1400 was hij een van de aanvoerders van de vloot van Jan zonder Vrees en werd (tijdelijk) tot verbanning veroordeeld door de 'Vier Leden' van het graafschap Vlaanderen. Ook hij had twee bastaardkinderen en zijn moeder gaf hen donaties, respectievelijk in 1427 en 1441.
- Margaretha van Vlaanderen († 1415), trouwde achtereenvolgens met Florent van Maldegem († 1374), Hector van Vuurhoute en Zeger van Gent.
- Johanna van Vlaanderen († na 1420) trouwde met Theodoric, heer van Hondschote.
- Beatrijs van Vlaanderen trouwde met Robrecht de Maarschalk, kamerheer van de graaf van Vlaanderen. Hij was een van de getuigen bij de ondertekening van het testament van Lodewijk van Male.
- Catharina van Vlaanderen, getrouwd in 1390.
- Catharina van Vlaanderen, religieuze in het monasterium van Thieuloye bij Atrecht.

Dit waren dus dertien bij name gekende bastaardkinderen. De gegevens die dateren uit 1384 en latere jaren tonen aan dat er nog meer waren, zonder dat hun naam gekend is gebleven. In dat jaar werd door jonkheer Nicolaas Bonin een inventaris opgemaakt van het meubilair dat zich in het kasteel van Gosnay bevond, op het ogenblik dat Lodewijk van Male in Saint-Omer overleden was. Hierin werd vermeld dat in het kasteel onder meer elf jonge bastaardkinderen van de graaf verbleven (vier jongens, zeven meisjes) die er onder de hoede stonden van Elisabeth de Lichtervelde. Een paar van hen kunnen de jongste onder de hierboven genoemde zijn, maar er waren er verschillende die andere waren en van wie de namen wellicht in sommige documenten zouden terug te vinden zijn.
Lodewijk van Male bekommerde zich om de opvoeding en de uithuwelijking of plaatsing van zijn bastaardkinderen en vele onder hen brachten het tot de hoogste rang onder de Vlaamse edelen. Ook zijn wettige dochter en de hertogen van Bourgondië zorgden goed voor deze onechte familieleden, die van hun kant trouwe dienaars van de hertogen waren.

## Voorouders
| Lodewijk van Male (1330-1384) | Vader: Lodewijk II van Nevers (1304-1346)    | Grootvader: Lodewijk I van Nevers (? -1322)        | Overgrootvader: Robrecht III van Vlaanderen (1249-1322) |
| Lodewijk van Male (1330-1384) | Vader: Lodewijk II van Nevers (1304-1346)    | Grootvader: Lodewijk I van Nevers (? -1322)        | Overgrootmoeder: Yolande van Bourgondië (1247-1280)     |
| Lodewijk van Male (1330-1384) | Vader: Lodewijk II van Nevers (1304-1346)    | Grootmoeder: Johanna van Rethel (?-1328)           | Overgrootvader: Hugo IV van Rethel (1244-1285)          |
| Lodewijk van Male (1330-1384) | Vader: Lodewijk II van Nevers (1304-1346)    | Grootmoeder: Johanna van Rethel (?-1328)           | Overgrootmoeder: Isabella van Grandpré                  |
| Lodewijk van Male (1330-1384) | Moeder: Margaretha van Frankrijk (1310-1382) | Grootvader: Filips V van Frankrijk (1293-1322)     | Overgrootvader: Filips IV van Frankrijk (1268-1314)     |
| Lodewijk van Male (1330-1384) | Moeder: Margaretha van Frankrijk (1310-1382) | Grootvader: Filips V van Frankrijk (1293-1322)     | Overgrootmoeder: Johanna I van Navarra (1273-1305)      |
| Lodewijk van Male (1330-1384) | Moeder: Margaretha van Frankrijk (1310-1382) | Grootmoeder: Johanna II van Bourgondië (1291-1330) | Overgrootvader: Otto IV van Bourgondië (1248-1303)      |
| Lodewijk van Male (1330-1384) | Moeder: Margaretha van Frankrijk (1310-1382) | Grootmoeder: Johanna II van Bourgondië (1291-1330) | Overgrootmoeder: Mathilde van Artesië (1270-1329)       |